# Johan Gabriel Oxenstierna
Johan Gabriel Oxenstierna af Korsholm och Wasa (Estocolmo, 28 de agosto de 1899 – 18 de julho de 1995) foi um pentatleta sueco, campeão olímpico. 

## Carreira
Johan Gabriel Oxenstierna representou seu país nos Jogos Olímpicos de 1932, na qual conquistou a medalha de ouro, no individual, em 1932. 